# RBP1
RBP1 (англ. Retinol binding protein 1) – білок, який кодується однойменним геном, розташованим у людей на короткому плечі 3-ї хромосоми.  Довжина поліпептидного ланцюга білка становить 135 амінокислот, а молекулярна маса — 15 850.
| 10         |  | 20         |  | 30         |  | 40         |  | 50         |
| ---------- |  | ---------- |  | ---------- |  | ---------- |  | ---------- |
| MPVDFTGYWK |  | MLVNENFEEY |  | LRALDVNVAL |  | RKIANLLKPD |  | KEIVQDGDHM |
| IIRTLSTFRN |  | YIMDFQVGKE |  | FEEDLTGIDD |  | RKCMTTVSWD |  | GDKLQCVQKG |
| EKEGRGWTQW |  | IEGDELHLEM |  | RVEGVVCKQV |  | FKKVQ      |  |            |

A: Аланін

C: Цистеїн

D: Аспарагінова кислота

E: Глутамінова кислота

F: Фенілаланін

G: Гліцин

H: Гістидин

I: Ізолейцин

K: Лізин

L: Лейцин

M: Метіонін

N: Аспарагін

P: Пролін

Q: Глутамін

R: Аргінін

S: Серин

T: Треонін

V: Валін

W: Триптофан

Задіяний у таких біологічних процесах як транспорт, альтернативний сплайсинг. 
Білок має сайт для зв'язування з ретинолом. 
Локалізований у цитоплазмі.